# Achyrolimonia trigonia samarensis
Achyrolimonia trigonia samarensis is een ondersoort van de tweevleugelige Achyrolimonia trigonia uit de familie steltmuggen (Limoniidae). De soort komt voor in het Oriëntaals gebied.